# Philippe Grammaticopoulos
 (octobre 2018).
Si vous disposez d'ouvrages ou d'articles de référence ou si vous connaissez des sites web de qualité traitant du thème abordé ici, merci de compléter l'article en donnant les références utiles à sa vérifiabilité et en les liant à la section « Notes et références ».
Philippe Grammaticopoulos, fils de l'artiste peintre Yannis Grammaticopoulos, né le 29 décembre 1970, est un dessinateur de bande dessinée belge. Il réalise également des illustrations pour la presse et pour la jeunesse. Il est le réalisateur de plusieurs courts métrages d'animation.

## Travaux

### Publications
- La Boîte, avec Freddy Malonda, la Cafetière, 1997
- Le Complexe d'intériorité, La Cinquième couche, 2002
- Les Lois de la Pesanteur, avec Freddy Malonda, in Rhinocéros contre Eléphant n°pi, Tanibis, 2006
- Maman Jour et Papa Nuit, avec Eve Pisler, Thierry Magnier, 2006

### Courts métrages
- Le Processus, 2001
- Le Régulateur, 2005
- Les Ventres,  2009

### Publicités
- Signatures,  2007 - Amnesty International - Lions d’Or – Festival de la publicité Cannes 2007, production MrHYDE/ MAGICLAB,  Agence Tbwa Paris,  2007
- The Birds,  2011 - France 24